# 池田龍夫
池田 龍夫（いけだ たつお、1930年6月7日 - 2018年4月6日）は日本のジャーナリスト。

## 生涯
元毎日新聞中部本社編集局長。「日刊ベリタ」、「プレスウォッチング」にて毎月連載を保有、News for the People in Japanの「NPJ通信」にて読み切り論評を連載。沖縄返還密約訴訟も毎回傍聴しレポートしていた。
2018年4月6日、急性肺炎のため死去。87歳没。

### 年表
- 1930年（昭和5年）東京都に生まれる
- 1953年（昭和28年）成蹊大学政治経済学部卒業
- 1953年（昭和28年）毎日新聞に入社、新潟支局・社会部勤務

## 著作

### 単著
- 「新聞の虚報・誤報—その構造的問題点に迫る」（創樹社、2000年）
- 「崖っぷちの新聞—ジャーナリズムの原点を問う」（花伝社、2005年)